# Kou-Kamma Local Municipality
Kou-Kamma, auch Koukamma (englisch Koukamma Local Municipality) ist eine Lokalgemeinde im Distrikt Sarah Baartman der südafrikanischen Provinz Ostkap. Der Sitz der Gemeindeverwaltung befindet sich in Kareedouw. Bürgermeister ist Mpumelelo Samuel Vuso.
Der Gemeindename ist abgeleitet von den Bergketten Kouga Mountain und Tsitsikama Mountain.

## Städte und Orte
| - Boskop - Clarkson - Coldstream - Joubertina - Kagiso Height - Kareedouw - Krakeel Rivier - Louterwater | - New Rest - Ravinia - Sanddrif - Stormsrivier - Thornham - Uitkyk - Witelsbos - Woodslands |

## Bevölkerung
Im Jahr 2011 hatte die Gemeinde 40.663 Einwohner. Davon waren 59,8 % Coloured, 30,6 % schwarz und 8,6 % weiß. Die Muttersprachen waren zu 73,5 % Afrikaans, zu 19,9 % isiXhosa und zu 2,6 % Englisch.